# Inés Palombo
Inés Palombo (Rosario, 15 luglio 1985) è una modella e attrice argentina, nota principalmente grazie al ruolo di Sol Rivaròla nella serie televisiva Rebelde Way.

## Biografia
Debutta per la prima volta in televisione impersonando il personaggio di Sol Rivaròla in Rebelde Way (2002-2003). Negli anni successivi partecipa a varie telenovelas con ruoli minori. Nel 2011, si ritrova nel cast di Papá por un día, interpretando un ruolo minore.

## Filmografia
- Rebelde Way - serie TV (6 episodi) (2002-2003)
- Flor - Speciale come te (Floricienta) - serie TV (2004)
- 1/2 falta - serie TV (2005)
- Sos mi vida - serie TV (31 episodi) (2006)
- Romeo y Julieta - serie TV (episodio 1x1) (2007)
- Atracción x4 - serie TV (2008)
- Papá por un día, regia di Raúl Rodríguez Peila (2011)
- 30 días juntos (2012)
- Maradona: sogno benedetto (Maradona: sueño bendito) - serie TV, episodio 5 (2021)